# Ekeby landskommun, Skåne
För andra landskommuner med detta namn, se Ekeby landskommun.
Ekeby landskommun var en tidigare kommun i dåvarande Malmöhus län. 

## Administrativ historik
Kommunen inrättades i Ekeby socken i Luggude härad i Skåne när 1862 års kommunalförordningar trädde i kraft 1863. 
Kommunen påverkades inte av kommunreformen 1952, men gick upp i Bjuvs kommun 1974.
Kommunkoden 1952-1973 var 1209.

### Kyrklig tillhörighet
I kyrkligt hänseende tillhörde kommunen Ekeby församling.

## Geografi
Ekeby landskommun omfattade den 1 januari 1952 en areal av 33,06 km², varav 32,94 km² land.

### Tätorter i kommunen 1960
I Ekeby landskommun fanns tätorten Skromberga, som hade 2 126 invånare den 1 november 1960. Tätortsgraden i kommunen var då 69,1 procent.

## Näringsliv
Vid folkräkningen den 31 december 1950 var befolkningen i kommunens huvudnäring uppdelad på följande sätt:
- 54,2 procent av befolkningen levde av industri och hantverk
- 23,4 procent av jordbruk med binäringar
- 6,4 procent av handel
- 5,4 procent av gruvbrytning
- 4,4 procent av samfärdsel
- 2,5 procent av offentliga tjänster m.m.
- 2,0 procent av husligt arbete
- 1,8 procent av ospecificerad verksamhet.

Av den förvärvsarbetande befolkningen jobbade bland annat 33,2 procent i jord- och stenindustrin och 19,4 procent med jordbruk och boskapsskötsel. 180 av förvärvsarbetarna (13,2 procent) hade sin arbetsplats utanför kommunen.

## Politik

### Mandatfördelning i valen 1938–1970
| 18 | 6 |  |

| 24 |

| 18 | 6 |  |

| 24 |

| 19 | 6 |

| 23 |

| 18 | 2 | 5 |

| 22 |

| 17 | 4 | 4 |

| 22 |

| 16 | 4 | 5 |

| 21 | 4 |

| 17 | 2 | 6 |

| 21 | 4 |

| 17 | 6 | 2 |

| 20 | 5 |

| 16 | 6 | 2 |  |

| 20 | 5 |